# Замок Балліроберт
Замок Балліроберт (англ. Ballyrobert Castle) — один із замків Ірландії, розташований в графстві Корк, біля селища Рахкормак. Замок не зберігся — не збереглося навіть руїн чи фундаменту.
Історія замку Балліроберт невідома — зберіглося дуже мало якихось історичних документів чи свідчень, що стосуються замку Балліроберт. Відомо, що на цьому місці був старовинний норманський замок, побудований, можливо, ще в ХІІІ столітті. Але цей замок не зберігся, на цьому місці Майкл МакКей побудував особняк в 1820-х роках. Особняк відомий тим, що там жив Льюїс в 1837 році. На початку 1850-х років особняк оцінювався в 23 фунтів стерлінгів, зазначалось, що в ньому живе Майкл МакКей. Потім в цьому будинку жили Джон Пірд та Майкл Дж. МакКей, що жив в цьому будинку до 1906 року. Потім особняк був закинутий, перетворився в руїни і його розібрали на будівельні матеріали.